# HM Большой Медведицы
HM Большой Медведицы (лат. HM Ursae Majoris), HD 96734 — одиночная переменная звезда в созвездии Большой Медведицы на расстоянии приблизительно 1238 световых лет (около 380 парсеков) от Солнца. Видимая звёздная величина звезды — от +6,98m до +6,86m.

## Характеристики
HM Большой Медведицы — красный гигант, пульсирующая медленная неправильная переменная звезда (LB) спектрального класса M4III.